# Рёдосель
Рёдосель — село в муниципалитете Умео в Швеции, расположенное к югу от истока притока Роднн реки Виндельэльвен.
Ближайшие населённые пункты — Тавельсье (10 км), Виндельн (21 км), Ваннас (26 км) и Умео (38 км). Население Рёдоселя на 2010 год составляет 96 человек. Просёлочная дорога № 363 проходит за пределами села. Рёдосель входит в Радабюрген, включающий также сёла Бломдаль, Родалинден, Родану, Вестра Аверрода, Аллунд и Аверрода. В Рёдоселе расположены начальная школа, АЗС, общественный центр, антикварный магазин, столярная мастерская, несколько малых предприятий и несколько ферм. Пороги Хольмсфорсен в Виндельэльвене у Рёдоселя популярны у байдарочников-экстремалов. В селе также есть беговые дорожки и трасса для катания на беговых лыжах с электрическим освещением, начинающаяся у АЗС. Зоны для купания располагаются в Хандсьёне (2 км к югу от деревни) и в Сандвике (на восточной стороне реки, в 1 км к югу от моста).

## Этимология
Название «Rödåsel» («озеро красной реки») имеет два корня: первоначальный корень, Rödå-, и добавленный позднее, -sel, и означает тихое озеро, разделяющее два порога большой реки, в данном случае Виндельэльвен. Корень Rödå-, вероятно, возник по причине значительного содержания красной охры в местных почвах, из-за чего вода в местной реке Родан («красная река») имеет красноватый цвет. Ряд деревень в этом районе, имеют сходные формы названий: «Rödåbäck» («приток красной реки»), «Rödåliden» («холмы красной реки»), «Rödålund» («роща красной реки»), «Rödånäs» («перешеек красной реки») и «Överrödå» («верховья красной реки»).

## История
В прежние времена село называлось Röödåå, Nederrödå, а позже Ytterrödå.
До 1910 года Иттеррёда была в первую очередь лесо- и сельскохозяйственной деревни, включавшей несколько мелких хозяйств. Помимо земледелия, местные жители имели доход от лесохозяйственных работ, сплава древесины, изготовления смолы и дёгтя.
В северных частях деревни в старину устраивались смоляные ямы, поэтому эта часть деревни называлась «Даларна» («яма»). В 1921 году название села было изменено на Рёдосель, когда Иттерёда получила собственное почтовое отделение в Даларне, а три года спустя Дженни и Отто Линдберг начали свой бизнес в том же районе. В 1927 году в Даларне был открыт кооперативный магазин бакалейной продукции напротив магазина Отто Линдберга. В это же время в селе были открыты столярная мастерская и пекарня с кафе.
В северной части деревни в 1913 году было построено здание школы с домиком для учителя. К 1950-м годам здание школы было уже слишком маленьким и устарело, поэтому школа как учреждение была перенесена в новое недавно построенное здание, а старое здание переоборудовали в общественный центр.
Существующее ныне здание школы в середине деревни было открыто в 1956 году, а в 1971 году к ней был достроен школьный гимнастический зале.
В 1915 году в южной части деревни была построена лесопилка. В 1954 году в том же месте были открыты закусочная и АЗС, затем появились авторемонтная мастерская и склад. В 1984 году были открыты газетный киоск и склад бензина. С 2012 года действует АЗС, заправляющая автомобили бензином и дизельным топливом.
В 1970 году была открыта ещё одна столярная мастерская, AB, выполнявшая столярные и плотницкие работы до 2005 года; пять лет спустя на том же месте были открыты антикварный и сувенирный магазины.

## Администрация
Рёдосель расположен в приходе Умео и в результате муниципальной реформы в 1862 году был приписан к коммуне Умео. В 1965 году он был включён в состав муниципалитета, став, таким образом, частью города Умео, в который в результате муниципальной реформы в 1971 году была преобразована коммуна Умео.
В церковном отношении село относилось к приходу Умео, с 1963 года стало частью выделенного прихода Тавелсью.